# American Gods (serie televisiva)
American Gods è una serie televisiva statunitense ideata da Bryan Fuller e Michael Green per il canale via cavo Starz e basata sull'omonimo romanzo scritto da Neil Gaiman.

## Trama
Dopo aver scontato una condanna di tre anni per una rapina in un casinò, Shadow Moon esce di prigione con alcuni giorni di anticipo a causa dell'improvvisa morte dell'amatissima moglie Laura, venuta a mancare in un incidente d'auto. Sul volo verso casa continua ad avere delle strane e inspiegabili visioni, già avute durante gli ultimi giorni di detenzione. Shadow si ritrova seduto accanto a un misterioso uomo di mezza età che si presenta come Mr. Wednesday, il quale si dimostra fin troppo informato sulle sue vicissitudini passate e presenti.
L'enigmatico Mr. Wednesday gli propone di lavorare per lui come guardia del corpo in cambio di un lauto compenso e, dopo una serie di eventi, Shadow accetta: questa collaborazione, tuttavia, lo porterà a rivalutare tutto ciò in cui credeva (o meglio, non credeva), trasportandolo in un mondo in cui miti, leggende e dèi sono più reali della realtà stessa.

## Episodi
| Stagione         | Episodi | Prima TV USA | Pubblicazione Italia |
| ---------------- | ------- | ------------ | -------------------- |
| Prima stagione   | 8       | 2017         | 2017                 |
| Seconda stagione | 8       | 2019         | 2019                 |
| Terza stagione   | 10      | 2021         | 2021                 |

## Personaggi e interpreti

### Personaggi principali
- Shadow Moon (stagioni 1-3), interpretato da Ricky Whittle, doppiato da Francesco Bulckaen. Ex carcerato e guardia del corpo di Mr. Wednesday. Alla fine della seconda stagione scopre le sue vere origini, è il figlio di Mr. Wednesday e quindi un semidio. Nella terza stagione si trasferisce a Lakeside e cambia nome in Mike Ainsel, per sfuggire ai Nuovi Dei.
- Mr. Wednesday (stagioni 1-3), interpretato da Ian McShane, doppiato da Rodolfo Bianchi. L'antico dio norreno della guerra, della vittoria e della sapienza Odino. Nella serie tv è il padre di Thor, Loki e Shadow. Da sua moglie Demetra, invece ha avuto solo una figlia morta da neonata.
- Laura Moon (stagioni 1-3), interpretata da Emily Browning, doppiata da Letizia Scifoni. La moglie di Shadow, che dopo aver perso la vita in un incidente stradale, diventa una morta vivente dotata di una forza sovrumana, grazie alla moneta portafortuna di Mad Sweeney. Nella terza stagione, dopo aver sacrificato la sua vita, per cercare di resuscitare in un cimitero, senza riuscirci, il corpo di Mad Sweeney, finisce nel purgatorio. Ma quando il guardiano del cimitero, senza volerlo, fa sì che i resti di Laura, si mescolino sia con la pozione che le aveva dato Baron Samedi e sia con il sangue di Mad Sweeney, Laura ritorna in vita come un essere umano.
- Mad Sweeney (stagioni 1-2), interpretato da Pablo Schreiber, doppiato da Riccardo Scarafoni. Un leprecauno irlandese sboccato, attaccabrighe e alcolizzato al servizio di Mr. Wednesday. È l'ex antico dio irlandese del sole, della fortuna e dell'arte.
- Mr. World (stagioni 1-3), interpretato da Crispin Glover (stagioni 1-3), doppiato da Stefano Benassi (stagioni 1-3). Il dio della globalizzazione, capo dei Nuovi Dei. Dalla terza stagione assume diverse forme:
  - Mrs. World, interpretata da Dominique Jackson (stagione 3), doppiata da Cinzia De Carolis (stagione 3).
  - Mr. World II, interpretato da Danny Trejo (stagione 3), doppiato da Pasquale Anselmo (stagione 3).
- Technical Boy (stagioni 1-3), interpretato da Bruce Langley, doppiato da Alex Polidori. Il giovane e arrogante dio della tecnologia e personificazione di internet. Alla fine della terza stagione scopre le sue origini: è il Dio dell'innovazione che rappresenta il ponte tra vecchi dei e nuovi dei. Oltre ad essere probabilmente il Dio più importante di tutti, in quanto si è sempre evoluto nel corso del tempo con l'evolversi progressivo della tecnologia stessa, dimenticando però progressivamente chi fosse in realtà e quali origini avesse.
- Bilquis (stagioni 1-3), interpretata da Yetide Badaki, doppiata da Laura Lenghi. L'antica dea africana dell'amore, della bellezza, del sesso e regina di Saba.
- Mr. Ibis (ricorrente stagione 1, stagioni 2-3), interpretato da Demore Barnes, doppiato da Nanni Baldini. L'antico dio egiziano Thot, custode di storie e narratore della serie.
- Mr. Nancy (ricorrente stagione 1, stagione 2), interpretato da Orlando Jones, doppiato da Tony Sansone. L'antico dio ghanese ragno imbroglione Anansi.
- Salim (ricorrente stagione 1, stagioni 2-3), interpretato da Omid Abtahi, doppiato da Emiliano Coltorti. Giovane musulmano gay, da poco trasferitosi a New York che, dopo un incontro amoroso con Jinn, cambia completamente vita.
- Jinn (ricorrente stagione 1, stagione 2), interpretato da Mousa Kraish. L'antico demone arabo del fuoco ʿIfrīt.
- Cordelia (stagione 3), interpretata da Ashley Reyes. Una hacker ribelle e lesbica, che ha lasciato il college e che ora lavora per Mr. Wednesday.

### Personaggi secondari
- Low Key Lyesmith (stagione 1), interpretato da Jonathan Tucker, doppiato da David Chevalier. Un carcerato amico di Shadow.
- Audrey Burton (stagione 1), interpretata da Betty Gilpin, doppiata da Domitilla D'Amico. La migliore amica di Laura e vedova di Robbie.
- Robbie Burton (stagione 1), interpretato da Dane Cook, doppiato da Massimo De Ambrosis. Il miglior amico di Shadow, marito di Audrey e amante di Laura, ucciso insieme a lei in un incidente stradale.
- Jack (stagione 1), interpretata da Beth Grant. La proprietaria del bar dove Shadow incontra Mr. Wednesday.
- Media (stagione 1) e New Media (stagione 2), interpretata da Gillian Anderson (stagione 1) e da Kahyun Kim[1] (stagione 2[2]), doppiata da Claudia Catani (stagione 1) e da Erica Necci (stagione 2). La dea dei mass media, dei social network e dell'intrattenimento, maestra della manipolazione e portavoce dei Nuovi Dei.
- Chernobog (stagioni 1-3), interpretato da Peter Stormare, doppiato da Gerolamo Alchieri. L'antico dio slavo delle tenebre e del male.
- Zorya Vechernyaya (stagioni 1-2), interpretata da Cloris Leachman, doppiata da Graziella Polesinanti. L'antica dea slava che rappresenta la stella della sera associata al pianeta Mercurio, sorella maggiore che guarda le stelle per proteggersi dagli orrori dimenticati.
- Zorya Utrennyaya (stagioni 1, 3), interpretata da Martha Kelly. L'antica dea slava che rappresenta la stella del mattino associata al pianeta Venere, sorella mezzana e silenziosa.
- Zorya Polunochnaya (stagioni 1, 3), interpretata da Erika Kaar. L'antica dea slava che rappresenta la stella di mezzanotte, sorella minore che dorme di giorno e appare di notte.
- Mr. Jacquel (stagione 1), interpretato da Chris Obi, doppiato da Stefano Mondini. L'antico dio egiziano della morte Anubi.
- Vulcano (stagione 1), interpretato da Corbin Bernsen, doppiato da Alessandro Rossi. L'antico dio romano del fuoco e delle armi.
- Essie MacGowan (stagione 1), interpretata da Emily Browning, doppiata da Letizia Scifoni. Ragazza irlandese del XVIII secolo che ha sempre creduto alle storie sulle creature sovrannaturali, somigliante in modo sorprendente a Laura. Quando ormai è prossima alla morte Sweeney le fa visita e la ringrazia, perché è stata la sua fede che gli ha permesso di iniziare una nuova vita in America.
- Easter (stagione 1), interpretata da Kristin Chenoweth, doppiata da Federica De Bortoli. L'antica dea germanica della Pasqua, della primavera e della resurrezione Eostre.
- Gesù Cristo (stagione 1), interpretato da Jeremy Davies, doppiato da Alessandro Quarta. Una delle tantissime versioni di Gesù, il figlio di Dio della religione cristiana.
- Mama-Ji (stagione 2), interpretata da Sakina Jaffrey. L'antica dea indù della morte e della guerra Kālī.
- Mr. Town (stagione 2), interpretato da Dean Winters. Agente governativo, brutale ed efficiente, incaricato dai Nuovi Dei di scoprire cosa Shadow sa del piano di Mr. Wednesday.
- Mr. Road (stagioni 2-3), interpretato da Neil Girvan. Agente governativo al servizio dei Nuovi Dei.
- Il Custode (stagione 2), interpretato da Eric Peterson. Gestisce le operazioni segrete dei Nuovi Dei, nel bunker di Briar Hill per Mr. World.
- Il Contabile (stagione 2), interpretato da William Sanderson. Un rappresentante del Dio del Denaro, che appuntando meticolosamente tutte le transazioni, valuta gli investimenti finanziari con attenta riflessione. Rifiuta di aiutare economicamente, sia Mr. World che Mr. Wednesday per la loro guerra.
- Ama-no-Uzume (stagione 2), interpretata da Uni Park. L'antica dea giapponese dell'alba, della danza, della baldoria e della gioia.
- Ahura Mazdā (stagione 2), interpretato da Al Maini. L'antico dio della religione zoroastriana, creatore del mondo sensibile e di quello sovrasensibile.
- Argo (stagione 2), interpretato da Christian Lloyd. L'antico dio greco della sorveglianza.
- Bast (stagione 2), interpretata da Sana Asad. L'antica dea egiziana della guerra, della casa, dei gatti, delle donne, della fertilità e delle nascite. Vive all'impresa funeraria del suo amico Mr. Ibis, con l'aspetto di una dolce e affettuosa gatta marrone. Mr. Ibis, per nascondere la vera indentità dell'amica, dice ai suoi clienti e amici di essere il suo gatto domestico. Solo una volta nel corso della serie, assume il suo vero aspetto di una donna bellissima dai capelli marroni e occhi gialli, per fare l'amore con Shadow.
- Samantha Blackcrow (stagioni 2-3), interpretata da Kawennáhere Devery Jacobs, doppiata da Veronica Puccio. Una ragazza mezza cherokee, bella, cinica e testarda che viaggia da sola col suo furgoncino polveroso, raccogliendo autostoppisti e fotografandoli. Da un passaggio in macchina a Shadow, portandolo all'impresa funeraria di Mr. Ibis. È la sorellastra di Marguerite Olsen.
- Alvíss (stagione 2), interpretato da Lee Arenberg. L'antico re dei nani, falegname e costruttore delle divinità norrene.
- Baron Samedi (stagione 2), interpretato da Mustafa Shakir. L'antico dio vudu' haitiano della morte, marito di Maman Brigitte.
- Maman Brigitte (stagioni 2-3), interpretata da Hani Furstenberg. L'antica dea vudu' haitiana della morte e della transizione, moglie di Baron Samedi.
- Donar Odinson (stagione 2), interpretato da Derek Theler. L'antico dio norreno del fulmine e della tempesta Thor, figlio di Odino e fratello di Loki e Shadow.
- Colombia (stagione 2), interpretata da Laura Bell Bundy. L'antica dea della personificazione degli Stati Uniti, ex fidanzata di Donar.
- Signora Moon (stagioni 2-3), interpretata da Olunike Adeliyi. La madre di Shadow Moon. Suo figlio è nato dalla storia d'amore che lei ha avuto con Mr. Wednesday.
- Johan Wengren (stagione 3), interpretato da Marilyn Manson, doppiato da Simone Mori. Un Berseker, cantante della band death metal vichinga Blood Death, alleato di Mr. Wednesday.
- Marguerite Olsen (stagione 3), interpretata da Lela Loren, doppiata da Domitilla D'Amico. Una giornalista, vicina di casa di Shadow e amministratrice del condominio in cui vivono entrambi a Lakeside. È la sorellastra di Samantha Blackcrow. Inizia una storia d'amore con Shadow, ma dopo aver scoperto grazie a lui, che suo figlio Sandy è stato ucciso da Ann-Marie Hinzellmann, lascia Shadow e Lakeside per sempre per trasferirsi nel Milwaukee.
- Sandy Olsen (stagione 3), interpretato da Alexander Bargis. Primogenito di Marguerite Olsen e nipote coetaneo di Samantha Blackcrow. Dopo un litigio con sua madre sparisce misteriosamente. Marguerite crede si sia trasferito in Florida dal padre ma, grazie a Shadow, scoprirà che è stato ucciso da Ann-Marie Hinzellmann per compiere un sacrificio umano.
- Leon Olsen (stagione 3), interpretato da Gabriel Mattka. Il secondogenito di Marguerite Olsen e nipote di Samantha Blackcrow.
- Chad Mulligan (stagione 3), interpretato da Eric Johnson, doppiato da Gianfranco Miranda. Lo sceriffo di Lakeside.
- Ann-Marie Hinzelmann (stagione 3), interpretata da Julia Sweeney, doppiata da Isabella Pasanisi. Proprietaria di un minimarket e della casa in cui vive Shadow, nonché sindaco autoproclamato di Lakeside. In realtà è una creatura magica norrena che ogni anno uccide un giovane o una giovane come sacrificio umano per ottenere protezione e benedizione per Lakeside. Nasconde i corpi delle sue vittime in vecchie auto da rottamare che vengono poste, anno dopo anno, sulla superficie ghiacciata del lago e Ann-Marie organizza una sorta di "lotteria" tra gli ignari abitanti su quale sarà il giorno, il mese e l'ora in cui l'auto sprofonderà nel lago. Shadow intuisce la verità e Ann-Marie, dopo avergli confermato quanto da lui scoperto, cerca di ucciderlo, ma senza successo: Shadow, la sgozza con un antico pugnale sacrificale trovato in casa e il sangue incandescente che sgorga dalla ferita incendia la casa e il corpo "umano" di Ann-Marie.
- Mabel (stagione 3), interpretata da Jane Spidell.  La proprietaria del ristorante di Lakeside.
- Derek (stagione 3), interpretato da Spencer MacPherson. Un giovane cameriere del ristorante di Lakeside. È il ladro della biancheria intima femminile della città, che poi indossa di nascosto perché segretamente gay.
- Alison McGovern (stagione 3), interpretata da Andi Hubick. Giovane commessa del negozio di abbigliamento di Lakeside. Sparisce misteriosamente. Shadow scoprirà che è stata uccisa da Ann-Marie Hinzelmann per compiere un sacrificio umano.
- Dottor Tyrell (stagione 3), interpretato da Denis O'Hare, doppiato da Luca Dal Fabbro. L'antico dio norreno della guerra, della legge e della giustizia Týr. Ha sacrificato una mano, come prova di coraggio per salvare il mondo, nelle fauci del mitologico lupo norreno Fenrir. Amico fraterno di Mr. Wednesday, fa il dentista. È anche amico, di Caroline Wells che ha amato e corteggiato finché lei non ha scelto e sposato Mr. Wednesday.
- Caroline Wells (stagione 3), interpretata da Blythe Danner, doppiata da Melina Martello. L'antica dea greca della terra, dell'agricoltura, del raccolto, del grano, del nutrimento, della natura e della fertilità Demetra. Ha una storia d'amore travagliata con suo marito Mr. Wednesday, da cui ha avuto solo una figlia morta da neonata. È anche amica del suo ex corteggiatore, il dottor Tyrell.
- Liam Doyle (stagione 3), interpretato da Iwan Rheon, doppiato da Daniele Raffaeli. Leprecauno irlandese,  barista dell'albergo Grand Peacock Inn, che aiuta Laura a realizzare il suo piano di vendetta contro Mr. Wednesday.
- Whiskey Jack (stagione 3), interpretato da Graham Greene. L'antico "dio imbroglione" nativo americano Wisakedjak, che conosce la storia della creazione degli animali e dei luoghi geografici. Odia Mr. Wednesday.
- Woody (stagione 3), interpretato da Andrew Gillies. Il guardiano del Purgatorio.
- Tianbo (stagione 3), interpretato da Daniel Jun. L'antico dio cinese dei conigli e protettore dell'amore omosessuale Tu Er Shen.
- Toni (stagione 3), interpretata da Dana Aliya Levinson. Transessuale, possiede l'albergo Grand Peacock Inn. Nel 1956 accoglie e nasconde il dio Tu Er Shen in fuga, che come ringraziamento santifica l'albergo come tempio dedicato a se stesso e a alle anime gemelle di qualunque orientamento sessuale. Anche Toni viene benedetta dal dio che la rende immortale e le dona una vita felice e piena d'amore.
- Eugenia (stagione 3), interpretata da Sharon Hope. Un'anziana signora, malata terminale, che da giovane faceva l'ostetrica e ha fatto nascere Shadow Moon. È stata lei ad allontanare la signora Moon da Mr. Wednesday, perché convinta che il padre avrebbe rovinato la vita di Shadow. Chiede a Bliquis di aiutare Shadow a ritrovare la metà perduta di se stesso.
- Oshun (stagione 3) , interpretata da Herizen Guardiola. L'antica dea Yorubana dell'amore, della purezza e della fertilità.
- Chango (stagione 3), interpretato da Wale. L'antico dio Yorubano del ferro e del tuono.
- Yemoja (stagione 3), interpretata da Bridget Ogundipe. L'antica dea Yorubana madre dell'umanità, dei fiumi e dei mari.
- Aye (stagione 3), interpretata da Karen Glave. L'antica dea Yorubana della creazione.
- Iku (stagione 3), interpretato da Barrington Bignall. L'antico dio Yorubano che reclama le persone la cui durata di vita è giunta al termine.

## Produzione
Lo sviluppo di American Gods risale al 2011, quando la HBO annunciò di essere al lavoro sulla serie. Nel 2014 tuttavia il presidente della HBO Michael Lombardo annunciò di aver rinunciato al progetto poiché non erano riusciti a trovare il modo giusto di adattare il libro. Nel febbraio 2014 FremantleMedia annunciò di aver acquistato i diritti del libro, e nel luglio seguente venne annunciato che Starz avrebbe sviluppato la serie con Bryan Fuller e Michael Green. A maggio 2017, la serie viene rinnovata per una seconda stagione.
A fine novembre 2017, la serie TV perde i suoi showrunner Fuller e Green, a causa delle divergenze con FreemantleMedia riguardo al budget disponibile per ogni episodio e la direzione creativa da dare alla seconda stagione. L'11 gennaio 2018 anche Gillian Anderson annuncia il proprio abbandono alla serie.
Il 15 marzo 2019, la serie viene rinnovata per una terza stagione, con Charles "Chic" Eglee come showrunner. Le riprese sono iniziate il 9 ottobre 2019, insieme alla presentazione di nuovi personaggi;  Pochi giorni dopo la fine della stagione, Starz ne annuncia la cancellazione.

## Distribuzione
La prima stagione di American Gods è stata distribuita sul canale via cavo Starz, dal 30 aprile 2017 al 18 giugno 2017.
La seconda stagione è stata distribuita sul canale via cavo Starz, dall'11 marzo 2019 al 29 aprile 2019.
La terza stagione è stata distribuita sul canale via cavo Starz, dall'11 gennaio 2021 al 21 marzo 2021.
Internazionalmente tutte e 3 le stagioni della serie sono state distribuite da Prime Video, il giorno dopo la messa in onda statunitense.